# Kimura Shikō
Kimura Shikō (japanisch 木村 斯光, eigentlich Kimura Kenkichi (木村 健吉); geb. 9. Mai 1895 in Kioto; gest. 10. November 1976) war ein japanischer Maler der Nihonga-Richtung der Taishō- und Shōwa-Zeit.

## Leben und Werk
Kimura Shikō wurde als zweiter Sohn des Fischhändlers Uodon’ya Shimaroku (魚問屋島六) in Kioto geboren. 1915 machte er seinen Abschluss an der „Städtischen Schule für Kunst und Kunstgewerbe Kyōto“ (京都市立美術工芸学校) und setzte seine Ausbildung an der „Hochschule für Malerei Kyōto“ (京都市立絵画専門学校) fort. Nach seinem Abschluss dort im Jahr 1918 bildete er sich in der Studienabteilung weiter und wurde zudem Schüler von Kikuchi Keigetsu. In der Zeit benutzte er den Künstlernamen Dairai (大来).
1921 wurde auf der 3. Teiten-Ausstellung zum ersten Mal ein Bild von ihm angenommen, und zwar „春宵“ (Shunshō, Frühlingsabend). Danach stellte er weiterhin regelmäßig auf der Teiten aus, wobei 1929 auf der 10. Teiten das Bild „牟礼義経“ (Mure Yoshitsune) besonders gewürdigt wurde. Seitdem konnte er Jury-frei ausstellen. 1931 erkrankte er gegen Ende der 12. Teiten und musste eine lange Zeit pausieren. – Auf der „Ausstellung japanische Malerei“ 1931 in Berlin war sein Bild „Mädchen beim Ballspiel“ zu sehen.
Anfangs schuf Kimura Bilder von feenhaften Gestalten im Ukiyoe-Stil, sammelte auch selbst Genre-Bilder der Momoyama- und Edo-Zeit. Aus diesem Grunde pflegte er engen Kontakt mit Kishida Ryūsei, der nach dem Kantō-Erdbeben nach Kioto gezogen war. Mit Beginn der Shōwa-Zeit wechselte er zu einem auf Ebenmäßigkeit ausgerichteten Stil. 1954 kehrte er mit dem Bild „静謐“ (Seihitsu, Stille) auf der 10. Nitten-Ausstellung zum Ausstellungsbetrieb zurück und wurde mit seinen ruhigen Bildnissen schöner Frauen bekannt. 1969 zog er sich aber von der Nitten zurück, da diese ihre Vereinsstruktur geändert hatte.
Bereits 1967 hatte er zusammen mit Kawakami Setsui (川上拙以; 1901–1976), Nozoe Heibei (野添平米; 1895–1980), Matsumoto Michio (松元道夫; 1996–1990), Katsuda Tetsu, Horii Kōha, Yamamoto Koun (山本紅雲; 1897–1993) und anderen Malern die „悠采会“ (Kōsai-kai) gegründet und stellte in der Galerie des Kaufhauses Takashimaya aus.